# Uncinus

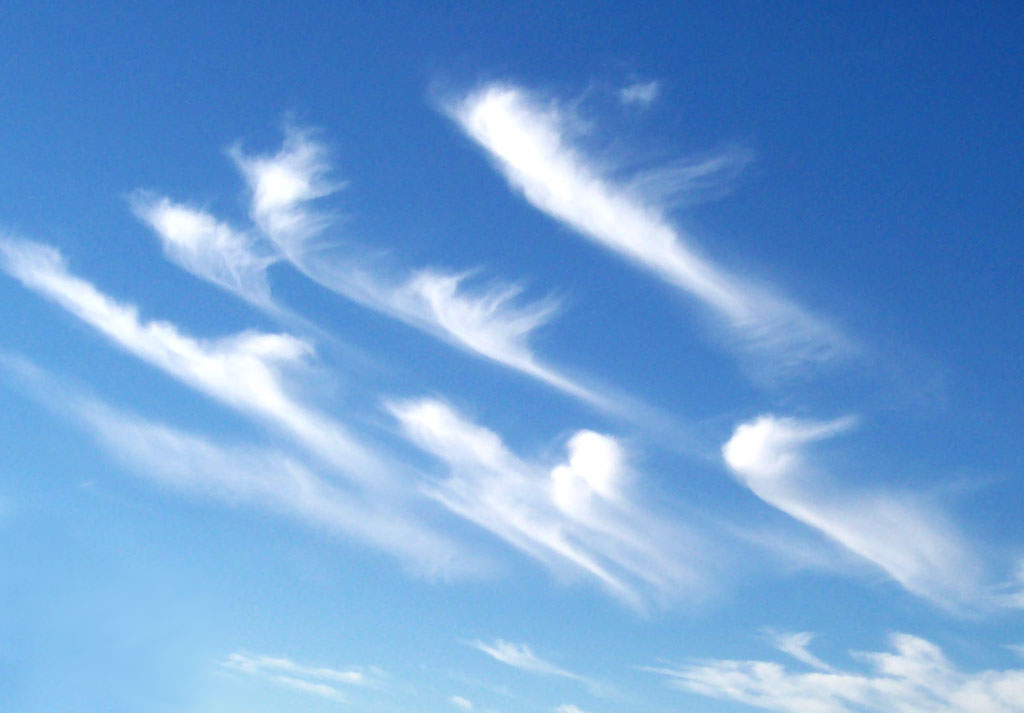
Cirrus uncinus (Ci unc)

Uncinus (Abk.: unc, lat. „hakenförmig“ von uncus „Haken“) beschreibt Cirruswolken, die – anders als der Cirrus fibratus – haken- oder büschelförmig sind und keine cumulusartigen Quellungen aufweisen. Sie berühren sich oft in einem Punkt, aus dem sie mehr oder weniger in die gleiche Richtung auseinanderlaufen. Sie haben oft Kommaform.